# Tolerancia contra preferencia
Tolerancia contra preferencia es el nombre de un dilema que surge en muchos problemas éticos, en especial en política y en economía. En esencia, el dilema consiste en que la presentación del problema al público requiere que sea enmarcado de modo que el público está escogiendo "tolerar", es decir, aceptar una entre muchas alternativas gravosas, o "preferir", es decir, escoger una entre varias alternativas la que resulte deseable. En consecuencia, la elección de la presentación es en sí misma un problema político.
- Datos: Q6148107